# スノーシーン
「スノーシーン」は、2006年10月にリリースされたアンティック-珈琲店-の通算11枚目のシングルである。発売元はRed Cafe。

## 解説
- 前作「スマイル一番 イイ♀」から一ヶ月という短いブランクで発売された。
- 坊がメンバーとして発売した最後のシングル。（作品としてはアルバム『マグニャカルタ』が最後）
- 初めてオリコンチャート30位以内にランクインした。

## 収録曲
1. スノーシーン(4分15秒)
  - 作詞:みく／作曲:カノン
2. 僕らのポッポポー！
  - 作詞:みく／作曲:カノン